# خوچییوو
خوچییوو (به لهستانی:  Chociejów) یک روستا در لهستان است که در گمینا گوبین واقع شده‌است.